# Liste der Träger des Ehrenzeichens des Landes Kärnten
In dieser Liste sind Träger des Ehrenzeichens des Landes Kärnten angeführt. Die Kurzbemerkung nach dem Namen soll den Grund beziehungsweise die Funktion der Person am beziehungsweise vor dem Verleihungstag ersichtlich machen.
Die Einträge sind, sofern bekannt, nach dem Verleihungsjahr sortiert, innerhalb des Jahres alphabetisch. Die Liste ist nicht vollständig.

## Großes Goldenes Ehrenzeichen des Landes Kärnten
- Heidelinde Weis (1982), Schauspielerin
- Josef Memmer (1983), Kammeramtsdirektor der Landwirtschaftskammer Kärnten
- Wilhelm Neumann (1985), Historiker
- Nikolaus Fheodoroff (1989), Komponist, Dirigent, Pianist und Tonmeister
- Konrad Ragossnig (1992), Gitarrist und Lautenist
- Rudolf Buchbinder (1996), Konzertpianist
- Gernot Piccottini (2001), Archäologe
- Zvonimir Preveden (2004), Diplomingenieur und Umweltschutzpionier
- Erwein Paska (2004), Politiker und Arbeiterkammer-Direktor
- Hans-Joachim Bodenhöfer (2006), Volkswirt[1]
- Stanislaus Čegovnik (2006), Bischofsvikar
- Beppo Mauhart (2009), Fußballfunktionär
- Hansjörg Springer (2010), Unternehmer
- Hans M. Tuschar (2011), Autor und Komponist
- Gunther Spath (2011), Brigadier und Militärkommandant von Kärnten
- Maja Haderlap (2012), Autorin
- Peter Schröcksnadel (2012), ÖSV-Präsident
- Josef Sibitz (2012), Landesgeschäftsführer AMS Kärnten[2]
- Hannes Androsch (2013), Politiker und Industrieller
- Stefan Karner (2013), Historiker
- Jurček Žmauc (2013), slowenischer Generalkonsul
- Klaus Amann (2014), Literaturwissenschaftler
- Gaston Glock (2014), Waffenindustrieller
- Peter Gstettner (2014), Pädagoge
- Peter Heintel (2014), Philosoph[3]
- Erwin Kalbhenn (2014), Kärntner Patientenanwalt
- Monika Kircher (2014), Managerin und Politikerin[4]
- Jutta Menschik-Bendele (2014), Psychologin
- Günther Molzbichler (2014), Politiker
- Franz Pacher (2014), ehemaliger Wirtschaftskammerpräsident
- Ferdinand Piëch (2014), Aufsichtsratsvorsitzender der Volkswagen AG
- Markus Thalmann (2014), Mediziner
- Wilhelm Wadl (2014), Landesarchivdirektor
- Erich Leitner (2015), Pädagoge und Vorstandsmitglied der FH Kärnten
- Thomas Daniel Schlee (2015), Intendant des Carinthischen Sommers[5]
- Dragica Urtelj (2015), slowenische Generalkonsulin
- Vinzenz Jobst (2016), Schriftsteller
- Rudolf Dörflinger (2016), Kammeramtsdirektor
- Peter Fercher (2016), Landesbeamter
- Dietrich Kropfberger (2016), Betriebswirt und Vorsitzender der Privatstiftung Kärntner Sparkasse
- Heinrich Oberressl (2016), Zivilingenieur und Vizepräsident des ÖIAV
- Valentin Oman (2016), bildender Künstler
- Robert Rebhahn (2016), Jurist und Vorsitzender des Universitätsrats der Universität Klagenfurt
- Helmut Mödlhammer (2017), Politiker
- Gerwin Müller (2017), Sozialfunktionär
- Elisabeth Scheucher-Pichler (2017), Politikerin
- Melitta Trunk (2017), Politikerin
- Gisela Köfer (2018), Hotelbetreiberin am Falkertsee
- Christoph Kulterer (2018), Präsident der Industriellenvereinigung Kärnten
- Konrad Krainer (2018), Bildungswissenschaftler[6]
- Wolfgang Pribyl (2018), Geschäftsführer von Joanneum Research
- Ferdinand Sablatnig (2018), Politiker
- Horst Felsner (2019), Landesbeamter
- Vanessa Herzog (2019), Eisschnellläuferin[7]
- Anton Leikam (2019), Politiker und Präsident des ASKÖ Kärnten
- Sepp Ortner (2019), Chorleiter und Komponist
- Milan Predan (2019), slowenischer Generalkonsul
- Othmar Resch (2019), Spielcasinodirektor
- Marco Schwarz (2019), Skirennläufer[8]
- Kurt Steiner (2019), Präsident des ASVÖ Kärnten
- Marjan Sturm (2019), Historiker und Volksgruppenvertreter
- Sigrid Berka (2020), österreichische Botschafterin in Slowenien
- Valentin Blaschitz (2020), Bürgermeister von Völkermarkt[9]
- Alexander Bouvier (2020), Vorstand der Treibacher Industrie AG
- Heinrich Gerber (2020), Bürgermeister von Baldramsdorf
- Peter Granig (2020), Rektor der Fachhochschule Kärnten
- Walter Hartlieb (2020), Bürgermeister von Kötschach-Mauthen[9]
- Helmut Hinterleitner (2020), Hotelier und Wirtschaftskammerfunktionär[10]
- Heinrich Kattnig (2020), Bürgermeister von St. Jakob im Rosental
- Siegfried Keber (2020), Sängerbundbezirksobmann
- Gerhard Mock (2020), Bürgermeister von Sankt Veit an der Glan[11]
- Siegfried Spanz (2020), Geschäftsführer der Fachhochschule Kärnten
- Peter Stauber (2020), Bürgermeister von St. Andrä[9]
- Oliver Vitouch (2020), Rektor der Universität Klagenfurt
- Lukas Wolte (2020), Bürgermeister von Sankt Margareten im Rosental
- Willibald Albel (2021), Präsident der Offiziersgesellschaft Kärnten
- Rudolf Altersberger (2021), Landesschulratspräsident
- Franz Eder (2021), Bürgermeister von Rennweg am Katschberg, 2000–2021[12]
- Franz Felsberger (2021), Bürgermeister von Ebenthal in Kärnten[13]
- Erich Kessler (2021), Bürgermeister von Arnoldstein, 2003–2021[14]
- Erwin Kubesch (2021), österreichischer Botschafter a. D. in Slowenien
- Robert Lutschounig (2021), Politiker und Raiffeisen-Funktionär
- Simon Maier (2021), Bürgermeister von Bad St. Leonhard, 1997–2021
- Gottfried Mandler (2021), Bürgermeister von Irschen, 1997–2021
- Hermann Moser (2021), Bürgermeister von Weißenstein, 1997–2021[15]
- Ursula Plassnik (2021), Politikerin
- Arnulf Prasch (2021), Moderator[16]
- Hermann Primus (2021), Bürgermeister von St. Paul im Lavanttal
- Siegfried Ronacher (2021), Bürgermeister von Hermagor, 2011–2021
- Rolf Martin Schmitz (2021), Vorstandsvorsitzender der RWE und stv. Aufsichtsratsvorsitzender der KELAG
- Konrad Seunig (2021), Bürgermeister von St. Georgen am Längsee
- Harald Tschabuschnig (2021), Leiter der Landesabteilung 8 (Umwelt, Energie und Naturschutz)[17]
- Gerhard Visotschnig (2021) Bürgermeister von Neuhaus, 1997–2021
- Gottfried Wedenig (2021), Bürgermeister von Eberndorf, 2009–2021
- Lojze Wieser (2021), Verleger
- Johann Winkler (2021), Bürgermeister von Krems in Kärnten, 2003–2021
- Franz Zwölbar (2021), Bürgermeister von Wernberg, 1997–2021[14]
- Manfred Freimüller (2022), Neurologe
- Eugen Freund (2022), Journalist und Politiker
- Gerd Kühr (2022), Komponist und Dirigent[18]
- Hermann Lipitsch (2022), ÖGB-Landesvorsitzender in Kärnten
- Florjan Lipuš (2022), Schriftsteller
- Georg Lukeschitsch (2022), Orthopäde und Unternehmer
- Helmut Mayer (2022), Leiter des Landesamtes für Verfassungsschutz und Terrorismusbekämpfung
- Johann Mößler (2022), Politiker und Landwirtschaftskammer-Präsident
- Wolfgang Petritsch (2022), Diplomat und Politiker
- Kurt Rohner (2022), Leiter der Landesabteilung für Wasserwirtschaft
- Gert Thalhammer (2022), Präsident der Dante Alighieri-Gesellschaft Spittal – Millstätter See
- Agnes Essl (2023), Kunstsammlerin (Sammlung Essl)
- Karlheinz Essl (2023), Unternehmer und Kunstsammler (Sammlung Essl)
- Walter Gitschthaler (2023), Brigadier und Militärkommandant von Kärnten[19]
- Helmut Konrad (2023), Historiker
- Dieter Kraßnitzer (2023), ehem. Präsident der Volkswirtschaftlichen Gesellschaft Kärnten und Vorstandsmitglied der BKS Bank
- Jakob Strauß (2023), Politiker
- Hubert Stotter (2023), Rektor der Diakonie de La Tour in Kärnten und Präsident der Diakonie Österreich
- Igor Pucker (2024), Museumsleiter[20]
- Johannes Hahn, Politiker (2024)[21][22]
- Elisabeth Ellison-Kramer, Botschafterin (2024)[23]
- Bruno Rassinger (2024), Landesleiter a. D., Österreichische Wasserrettung – Landesverband Kärnten[24]

ohne Jahresangabe
- Walter Dermuth, Unternehmer und Politiker
- Wilhelm Gorton, Industrieller, Politiker und Großgrundbesitzer
- Josef Guttenbrunner, Politiker
- Wolfgang Jilly, Diplomat
- Harald Kunstätter, Politiker
- Alois Paulitsch, Politiker
- Adi Peichl, Schauspieler
- Manfred Posch, Journalist, Alpinist und Astronom
- Josef Quantschnig, Politiker
- Herbert Schambeck, Rechtswissenschaftler und Politiker
- Josef Schantl, Politiker
- Ludwig Schöffmann, Chorleiter und Bildungswerk-Obmann
- Walter Strutzenberger, Politiker

## Großes Ehrenzeichen des Landes Kärnten
- H. C. Artmann (1996), Poet, Schriftsteller und Übersetzer
- Helmut Krall (1997), Viehhändler und Landwirt, Gremialvorsteher der Wirtschaftskammer der Sparte Handel
- Gernot Piccottini (1999), Archäologe
- Arno Wiedergut (2004), Journalist und Autor
- Stefan Karner (2005), Historiker
- Willy Haslitzer (2005), Programmchef Radio Kärnten[25]
- Gustav Chlestil (2006), Präsident des Auslandsösterreicher-Weltbundes
- Hademar Bankhofer (2007), Journalist und Autor
- Heinz Hochsteiner (2008), Politiker
- Eleni Schindler-Kaudelka (2008), Archäologin
- Fritz Paschke (2008), Elektrotechniker und Hochschullehrer[26]
- Susanne Zabehlicky-Scheffenegger (2008), Archäologin
- Ernest Hoetzl (2009), Dirigent und Künstlerischer Leiter des Musikvereins Kärnten
- Gerhard Mock (2009), Politiker
- Arno Raunig (2009), Opernsänger
- Matthias Maierbrugger, Heimatforscher und Publizist
- Roderich Regler, Politiker
- Walther Schaumann, Offizier, Bergsteiger, Historiker und Autor
- Anton Woschitz, Politiker
- Gerhard Gürtlich (2013), Sektionschef im BMVIT
- Manfred Bockelmann (2014), Maler
- Eberhard Kraigher (2014), Magistratsbeamter
- Manfred Lukas-Luderer (2014), Schauspieler/Regisseur
- Walter Mönichweger (2014), Geschäftsführer Schenker Salzburg
- Hartwig Pogatschnigg (2014), Medizinischer Direktor des Klinikums Klagenfurt
- Peter Pikl (2014), Intendant der Komödienspiele Porcia[27]
- Ralph Spernol (2014), Medizinischer Direktor des LKH Villach
- Hubert Steiner (2015), Historiker und Archivar
- Verena Winiwarter (2015), Umwelthistorikerin
- Wolfgang Puschnig (2016), Musiker
- Werner Schneyder (2017), Kabarettist, Schauspieler, Autor und Regisseur
- Herbert Eile (2018), Politiker
- Karl Maicher (2018), Berufsschuldirektor
- Horst Dieter Sihler (2018), Schriftsteller und Filmkritiker
- Jože Partl (2019), Zeitzeuge
- Martin Ramusch (2019), Unternehmer[28]
- Franc Rehsmann (2019), Zeitzeuge[29]
- Arno Ruckhofer (2019), Geschäftsstellenleiter des Alpenländischen Kreditorenverbands
- Erich Dörflinger (2020), Vorstandsvorsitzender von Flex Europa[30][31]
- Günter Pfeistlinger (2020), Handballfunktionär
- Hans Schönegger (2020), Geschäftsführer der BABEG[30][31]
- Waltraud Arnold (2021), Regisseurin und Organisatorin des Brahms-Wettbewerbs am Wörthersee[32]
- Antonia Gössinger (2021), Chefredakteurin der Kleinen Zeitung Kärnten
- Martin Hitz (2021), Informatiker und Vizerektor der Universität Klagenfurt
- Josef Klausner (2021), Bürgermeister von Kappel am Krappfeld, 2018–2021
- Maria-Luise Mathiaschitz (2021), Bürgermeisterin von Klagenfurt, 2015–2021[14]
- Melissa Naschenweng (2021), Sängerin[16]
- Gerhard Neweklowsky (2021), Slawist
- Gerhard Pirih (2021), Bürgermeister von Spittal an der Drau, 2013–2021
- Josef Ruthardt (2021), Bürgermeister von Lavamünd, 2013–2021
- Johann Schuster (2021), Bürgermeister von Millstatt, 2015–2021
- Gabriele Semmelrock-Werzer (2021), Direktorin der Kärntner Sparkasse
- Burkhard Trummer (2021), Bürgermeister von Brückl, 2015–2021
- Josef Wuttei (2021), Bürgermeister von Micheldorf, 2015–2021[14]
- Angelika Hödl (2022), ehemalige Geschäftsführerin von Radio AGORA
- Wolfgang Kleemann (2022), ehemaliger Generaldirektor der Österreichischen Hotel- und Tourismusbank
- Karl Kurath (2022) Land- und Forstwirt, Geschäftsführer des Waldverbandes Kärnten[33]
- Otto Lobenwein (2022), Mitbegründer von "Wenn die Musi spielt"
- Tanja Prušnik (2022), Präsidentin des Wiener Künstlerhauses
- Waltraud Rohrer (2022), Politikerin und ÖGB-Landesfrauenvorsitzende[18]
- Katja Sturm-Schnabl (2022), Sprachwissenschaftlerin und Zeitzeugin
- Reinhold Dottolo (2023), Journalist, 1992 bis 2012 Chefredakteur der Kleinen Zeitung Kärnten[34]
- Renate Freimüller (2023), Galeristin
- Ilse Gerhardt (2023), Autorin und Journalistin[35]
- Oliver Heinrich (2023), ehem. CFO von Infineon Austria
- Doris Kazianka-Diensthuber (2023), Pflegedirektorin
- Erwin Kropfitsch (2023), Pianist und Dirigent
- Klaus Pseiner (2023), ehem. Geschäftsführer der FFG
- Ingolf Schädler (2023), ehem. stv. Sektionsleiter des Bundesministeriums für Verkehr, Innovation und Technologie
- Erich Schwarz (2023), Betriebswirt und Vorsitzender des Kärntner Kulturgremiums
- Inge Vavra-Aspetsberger (2023), Bildende Künstlerin
- Judith Walker (2023), Galeristin[35]
- Werner Wintersteiner (2023), Germanist und Friedenspädagoge
- Reimo Wukounig (2023), Bildender Künstler
- Gerhild Hartweger (2024), Touristikerin, Pädagogin und Landwirtin[36]
- Hermann Hellwagner (2024), Informatiker
- Ina Maria Lerchbaumer (2024), Kulturschaffende[36]
- Wilhelm Gottfried Riepl (2024), Tischlermeister[36]
- Franz Schier (2024), Touristiker[36]
- Arnold Suppan (2025), Historiker[37]

## Ehrenzeichen des Landes Kärnten
- Josef Paulitsch (1997), Politiker
- Rudolf Sarközi (2000), Obmann des Kulturvereins Österreichischer Roma
- Harry Nessl (2006), Unternehmer[38]
- Lore Kutschera (2007), Botanikerin
- Ina Maria Schmid (2007), Unternehmerin
- Manfred Puttner (2008), Landtagsstenograph
- Bruno Arendt (2011), Marketingleiter von SPAR, BÖF-Landespräsident der Kärntner Faschingsgilden
- Reinhold Gasper (2014), Gemeinderat
- Hugo Gutschi (2014), Funktionär
- Antonio Lionetti (2014), Kulturvermittler
- Jörg Schlaminger (2016), Theatermacher
- Ulrich Habsburg-Lothringen (2018), Sachverständiger für Forst-, Holz- und Landwirtschaft, Fischerei und Umwelt
- Peter Tuppinger (2018), Unternehmer, Kfz-Meister
- Heinz Kernjak (2018), Landesleiter a. D., Österreichische Wasserrettung – Landesverband Kärnten[39]
- Wolfgang Honsig-Erlenburg (2019), Landesfischereiinspektor[40]
- Jože Andolšek (2021), Lehrer und Seelsorger
- Janko Ferk (2021), Richter und Autor
- Raimund Spöck (2021), Kulturvermittler
- Raffaela Lackner (2021), Architekturvermittlerin, Leiterin des Architektur Hauses Kärnten
- Heimo Luxbacher „DER MÖNCH“ (2022), bildender Künstler
- Günther Tschabuschnig (2023), Datenökonom[41]
- Johann Drescher (2024), Bezirksjägermeister[36]
- Thomas Rapatz (2024), Brigadier, Militärdiplomat[36]